# Comuna Șirăuții de Sus, Hotin
Șirăuții de Sus (în ucraineană Ширівці, transliterat: Șîrivți) este o comună în raionul Hotin, regiunea Cernăuți, Ucraina, formată din satele Șirăuții de Sus (reședința) și Vlădicina.

## Demografie
Componența lingvistică a comunei Șirăuții de Sus
     Ucraineană (98,76%)
     Alte limbi (1,22%)
Conform recensământului din 2001, majoritatea populației comunei Șirăuții de Sus era vorbitoare de ucraineană (98,76%), existând în minoritate și vorbitori de alte limbi.